# Teodor Kocerka

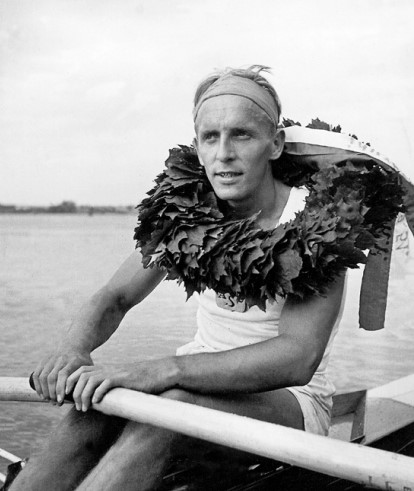
Teodor Kocerka (1949)

Teodor Kocerka (* 6. August 1927 in Bydgoszcz; † 25. September 1999 in Warschau) war ein polnischer Ruderer, der in den 1950er Jahren zu den besten Einer-Ruderern der Welt gehörte und zwei olympische Medaillen gewann.
Seine erste internationale Medaille gewann Teodor Kocerka bei den Olympischen Spielen 1952 in Helsinki, als er hinter Juri Tjukalow aus der Sowjetunion und dem Australier Mervyn Wood Bronze gewann. 1953 belegte Kocerka hinter dem Jugoslawen Perica Vlasics den zweiten Platz bei der Europameisterschaft, 1954 gewann er Silber hinter dem Schweizer Alain Colomb. 1955 siegte Kocerka bei den Europameisterschaften vor Juri Tjukalow. 1956 gewann Wjatscheslaw Iwanow bei den Europameisterschaften vor dem Deutschen Klaus von Fersen, Kocerka erhielt die Bronzemedaille. Bei den Olympischen Spielen 1956 in Melbourne erreichten nur vier Ruderer das Finale, Kocerka konnte sich in seinem Halbfinale gegen den Neuseeländer James Hill und gegen Klaus von Fersen durchsetzen und zog hinter Iwanow ins Finale ein. Dort belegte Kocerka allerdings nur den vierten Platz. 1959 gewann Kocerka noch einmal Bronze bei den Europameisterschaften hinter Iwanow und von Fersen. Bei den Olympischen Spielen 1960 in Rom erreichte Kocerka sein drittes Olympiafinale. Hinter dem sicheren Sieger Iwanow kämpften drei Ruderer um die Medaillen, am Ende gewann Achim Hill aus der DDR Silber vor Teodor Kocerka und James Hill.